# 肯·麦格雷戈
肯·麦格雷戈（英語：Ken McGregor，1929年6月2日—2007年12月1日），澳大利亚男子网球运动员。他曾获得澳大利亚网球公开赛男子单打冠军、男子双打冠军、法国网球公开赛男子双打冠军、温布尔登网球锦标赛男子双打冠军、美国网球公开赛男子双打冠军、混合双打冠军。